# Сердюков, Андрей Ильич
Андрей Ильич Сердюков (13 января 1908 — 17 сентября 1987) — передовик советского сельского хозяйства, старший чабан совхоза «Выпасной» Котельниковского района Волгоградской области, Герой Социалистического Труда (1966).

## Биография
Родился 13 января 1908 году в селе Аксай, ныне Октябрьского района Волгоградской области в русской крестьянской семье. Получив начальное образование, уже с шестилетнего возраста стал трудиться подпаском. В 1928 году, после образования овцеводческого совхоза "Выпасной" на территории Котельниковского района Сталинградского округа, трудоустроился в это хозяйство. Сначала работал саманщиком, затем подручным чабана, а потом и чабаном.
В июне 1942 года был призван в ряды Красной Армии. Участник Великой Отечественной войны. Боевой путь прошёл в составе 248-й стрелковой Одесской дивизии. Участник Сталинградской битвы. В январе 1944 года получил ранение. В ходе Берлинской наступательной операции проявил отвагу и был награждён орденом Красной Звезды.
Демобилизовавшись, вернулся к мирному труду и продолжил работать в совхозе чабаном. В 1965 году доход от настрига шерсти всего совхоза составил 143 683 рубля, при этом доход от овец отары Сердюкова составил 62 800 рублей. Неоднократно участвовал в выставках. Племенные бараны его отары направлялись в лучшие хозяйства страны.
За достигнутые успехи в развитии животноводства, увеличении производства и заготовок мяса, молока, яиц, шерсти и другой продукции, Указом Президиума Верховного Совета СССР от 22 марта 1966 года Андрею Ильичу Сердюкову было присвоено звание Героя Социалистического Труда с вручением ордена Ленина и золотой медали «Серп и Молот».
В дальнейшем продолжал трудовую деятельность, показывал высокие результаты в труде. За 37 лет трудовой деятельности в овцеводстве подготовил 72 чабана.
Проживал в хуторе Выпасной Волгоградской области. Умер 17 сентября 1987 года.

## Награды
За трудовые и боевые успехи удостоен:
- золотая звезда «Серп и Молот» (22.03.1966),
- орден Ленина (22.03.1966),
- Орден Отечественной войны II степени (11.03.1985)
- Орден Красной Звезды (23.05.1945)
- Медаль "За оборону Сталинграда",
- Медаль За победу над Германией в Великой Отечественной войне 1941-1945 гг.,
- медали ВДНХ,
- другие медали.